# Antonie Gerrits
Antonie "Anton" Gerrits (15 de maio de 1885 — 22 de janeiro de 1969) foi um ciclista holandês.
Defendeu as cores dos Países Baixos participando em quatro provas de ciclismo em pista nos Jogos Olímpicos de 1908, disputadas na cidade de Londres, Grã-Bretanha.